# Ėdem Muradasilov
Ėdem Jag'jaevič Muradasilov (in russo Эдем Ягьяевич Мурадасилов?; Chirchiq, 20 maggio 1960) è un ex canoista sovietico, che ha gareggiato nei primi anni '80.

## Carriera
Ha vinto tre medaglie al Campionato Mondiale di canoa: due argenti (C-2 500 m: 1981, C-2 10000 m: 1982) e un bronzo (C-2 1000 m: 1981).    
| Medaglie vinte        | Medaglie vinte        | Medaglie vinte        |
| Canoa velocità uomini | Canoa velocità uomini | Canoa velocità uomini |
| Campionato del mondo  | Campionato del mondo  | Campionato del mondo  |
| --------------------- | --------------------- | --------------------- |
| 1981 Nottingham       | C-2 500 m             |                       |
| 1982 Belgrade         | C-2 10000 m           |                       |
| 1981 Nottingham       | C-2 1000 m            |                       |